# Alleyras
Alleyras is een gemeente in het Franse departement Haute-Loire (regio Auvergne-Rhône-Alpes) en telt 183 inwoners (2004). De plaats maakt deel uit van het arrondissement Le Puy-en-Velay.

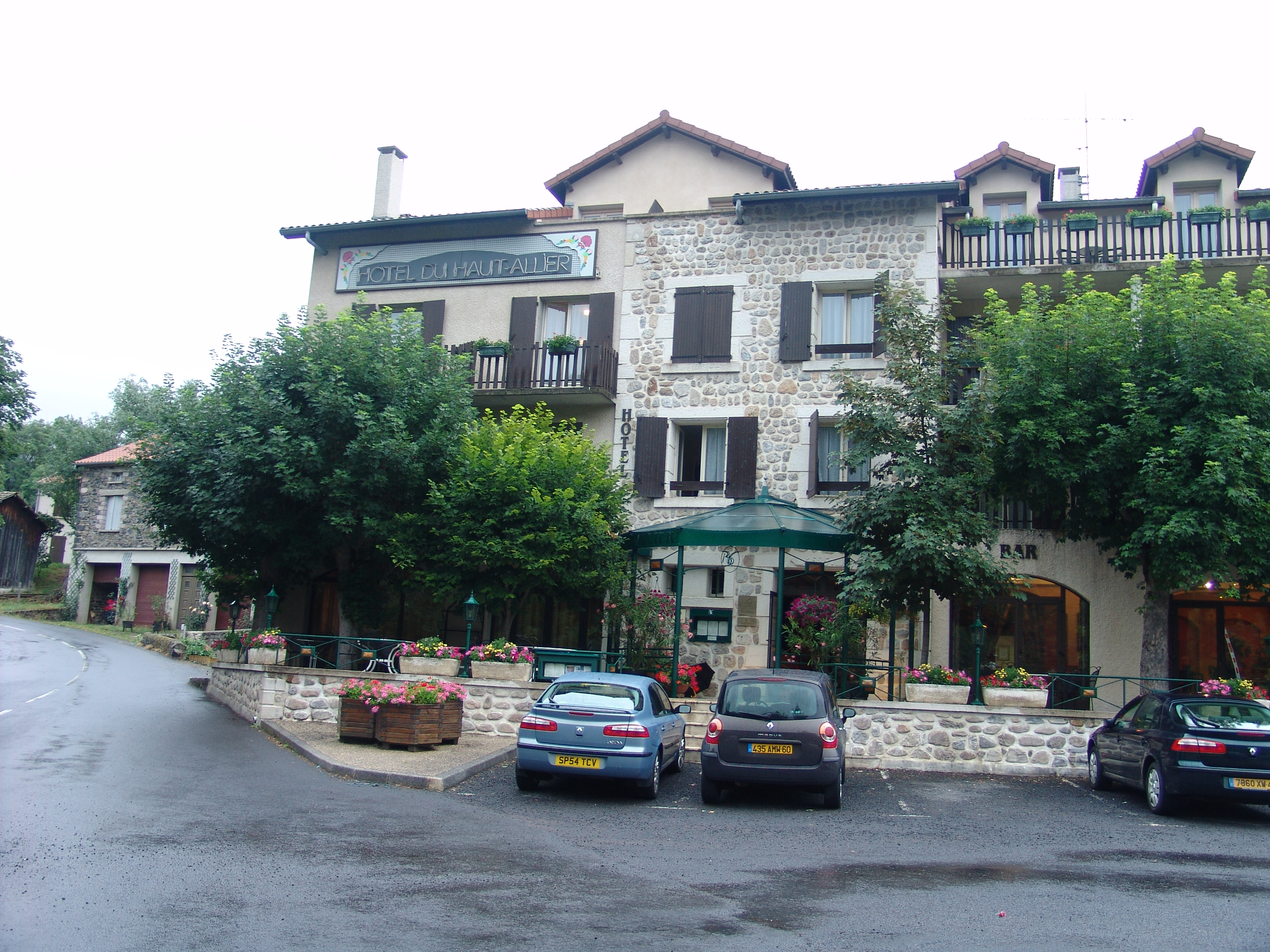
Le Haut Allier, Alleyras

## Geografie
De oppervlakte van Alleyras bedraagt 25,8 km², de bevolkingsdichtheid is 7,1 inwoners per km².
De onderstaande kaart toont de ligging van Alleyras met de belangrijkste infrastructuur en aangrenzende gemeenten.

## Demografie
Onderstaande figuur toont het verloop van het inwonertal (bron: INSEE-tellingen).